# 劉招華
劉招華（1965年3月5日—2009年9月15日），男，福建省宁德市福安人，中華人民共和國毒枭。曾用化名陈桂森、刘林森、刘森、李森青、李青森、刘林彬、刘林权、刘林杨等。

## 生平
刘招华曾经担任武警、法院法警，负责福安市政府招商工作，其後下海經商。他所成立的福建宏發塑膠有限公司，以收購塑膠廢品的名義進行走私生意。在接觸冰毒后成為中國特大毒販，期間利用其掌握的化學知識製造約30噸冰毒，并利用出售18噸冰毒的犯罪所得，並利用其政法工作經驗躲開警方調查，以假身份成立桂林市森森生物科技有限公司投資合法項目洗黑錢，因此成為中國公安部A級通緝犯。他所涉及的製造12噸冰毒案，為中國查獲毒品量之最。
1999年10月在公安、武警處理谭晓林的販毒集團的一起販毒案中，从谭晓林的货车中共搜出海洛因190公斤，而这并不是11.4行动中真正的大鱼，就在旁边的一个仓库里警方有了意外的发现。警方在仓库里查获的11多吨冰毒就是劉招華生产制造的，劉是新中国成立以来制造冰毒最多的大毒枭。但自信的刘招华依然认为自己的罪行并没有被完全掌握。逃到广西之后，刘招华并没有隐姓埋名，而是购买土地，开办公司，频繁的抛头露面，这也给当地的群众留下了深刻的印象。从桂林逃亡的刘招华在躲藏的山洞里公然留下了自己的真实姓名，目空一切的同时，他也给警方的追逃留下了重要的线索。
劉招华于2009年在中國广东省被执行死刑。

## 相關影視形象及節目
- 《國家形象》劇中丁少華一角映射劉招華[9][10][來源請求]
- 罪案剧《黑冰》中的“郭小鹏”（王志文饰演）[11][12]
- 北京衛視《档案》節目中描述劉招華及其他毒梟谭晓林、陳炳錫的利益同盟關係，劉、陳、譚等人是合作關係[13]，劉招華、陳炳錫為谭晓林提供冰毒。
- 電視劇《猎冰》中的「黃宗偉」 (张颂文飾演)
- 電視劇掃毒風暴中的盧少驊（秦昊 飾）[14]